# 半衰期：蓝色行动
《戰慄時空：關鍵時刻》是Gearbox Software公司开发的关于第一人称射击游戏《半衰期》的扩展包，于2001年6月12日发布。和其他的扩展模式比如《半衰期：针锋相对》一样，蓝色偏移是从故事的最开头进行的，但是使用了不一样的游戏人物。游戏的地点还是在黑山研究所。主角想要逃脱外星人的控制，拯救即将失落的地区。
《蓝色行动》已经通过Steam发布。在购买《半衰期2》银版或者金版的时候，玩家也会得到一个免费下载《蓝色行动》的许可。

## 纵览
《蓝色行动》针对原来的游戏进行了人物模型、武器和物品的3D升级，比起1998年的最初版本的半条命，《蓝色行动》在每个多边形上面增加了10倍的折叠效应。美国版本的《蓝色行动》包括了完整版本的对立力量游戏，而国际版只有一个多人版本。
《蓝色行动》最初设计了针对Dreamcast的版本。但是世嘉公司撤销了一些游戏机上的端口，使得这个版本被迫取消。Gearbox随后转向开发独立的版本：对立力量，这个版本不需要半条命的支持。
尽管半条命的爱好者们急切想要玩到不同平台上的《蓝色行动》，但是公司无奈无法进行游戏移植，所以他们尽全力开发正面交鋒来作为补偿。事实上，《蓝色行动》虽然进行了游戏模型和其他内容的更新，但是老套的情节还是让人比较厌烦，结果当年，《蓝色行动》相对于其他游戏来说，评价并不是很好。
2005年8月24日，《蓝色行动》的新版本针对用于开放。所有买过半条命系列的玩家都能免费得到它。

## 游戏情节
黑山的低级警卫巴尼·科尔霍恩负责研究室地下部分设施的安全。有一天他和两个科学家被困在了电梯中，他昏了过去。当巴尼醒来的时候发现自己正在电梯的顶上，由于巨大的冲击力，他已经被送到了地面上。他逃脱出来后救出了一些困在大院铁道车中的科学家。其中一个叫做罗森伯格博士的科学家，告诉巴尼整个研究所已经被外星人所困。唯一的逃脱办法就是使用一个叫做拉姆达联合传送体的设备。当它工作的时候，有可能会在外星人的包围圈中打出一个洞。
巴尼、罗森伯格还有其他两个科学家试图重启传送装置。他们成功了，巴尼被传送到了一个毁灭了的人类研究所。他这回来后，击败了外星人，救出了研究所内的三个科学家。
在游戏中，巴尼还和半条命系列大名鼎鼎的主角戈登·弗里曼擦肩而过：他在一扇门外等人，载着弗里曼的火车呼啸着从他身边开过。后来在战斗的时候，巴尼看到两个士兵把失去意识的弗里曼拖过走廊。
蓝色偏移是半条命系列里面最短小的游戏，事实上也是半条命系列中少有的“大团圆”结局的游戏。半条命1的结局时候，弗里曼开始为谜一般的人物G-Man工作，而对立力量的地结局则是阿德里安·谢泼德神秘的消失。但是蓝色偏移中，巴尼和科学家们从黑山逃了出来，躲过了G-Man的眼睛。其中有两个人：艾萨克·克莱纳博士和伊莱·凡斯博士（Alyx的父亲）会和巴尼一起在半条命2中再次出现，这次他们的脚步移到了17号城。

## Operation: Black Mesa
有《蓝色行动》的愛好者利用Source引擎製作全新版本的《蓝色行动》。

## 外部連結
- Half-Life: Blue Shift （页面存档备份，存于） at Mobygames